# Joseph Finder
Joseph Finder (ur. w 1958 w Chicago) – autor wielu dreszczowców osadzonych w świecie biznesu. Jego książki bazują na wiedzy zdobytej podczas licznych podróży, gdzie dał się poznać jako nieustępliwy badacz rosyjskiej rzeczywistości.

## Edukacja
Większość dzieciństwa spędził w Afganistanie i Filipinach, zanim jego rodzina powróciła do Stanów Zjednoczonych (Washington, Alabama, Nowy Jork), gdzie uczęszczał do liceum „Shakera”. Studiował filologię rosyjską na Uniwersytecie Yale. Uzyskał tytuły „summa cum laude” oraz „Phi Beta Kappa” (stopnie naukowe). Otrzymał dyplom magistra na wydziale studiów wschodnich Uniwersytetu Harvarda w 1984. Później prowadził tam wykłady.

## Twórczość
Już podczas studiów Joseph Finder opublikował swoją pierwszą pracę Red Carpet (1983) traktującą o koneksjach amerykańskiego multi-milionera Dr. Armanda Hammera z rosyjskim wywiadem. Po rozpadzie ZSRR zostały ujawnione dokumenty, które potwierdziły prawdziwość słów autora.
Debiutancka powieść The Moscow Club (1991) przedstawia wymyślony zamach stanu zorganizowany przez KGB przeciwko Michaiłowi Gorbaczowowi. Pół roku później taki fakt rzeczywiście miał miejsce. Książkę przetłumaczono na 30 języków i szybko stała się ona bestsellerem w całej Europie.
Pierwszą pozbawioną wątków rosyjskich powieść pt. Godzina Zero napisał w 1996. Powstała przy doradztwie merytorycznym CIA i FBI. Opowiada ona o próbie największego zamachu terrorystycznego, jaki kiedykolwiek widział świat. Pokazuje, że zniszczenie nowojorskiej giełdy i systemu bankowego może spowodować więcej szkód niż atak bombowy na ludność cywilną.
Joseph Finder jest członkiem towarzystwa zrzeszającego pisarzy thrillerów, pełni też rolę nadzorcy finansowego w International PEN. Pisze wiele artykułów do takich gazet jak The New York Times i The Washington Post.
Dwie z jego powieści doczekały się ekranizacji: Pod karą śmierci sfilmowana została w 2002 roku (pod tytułem "Bez przedawnienia") a powieść Paranoja w 2013 r.

## Publikacje

### Nick Heller
- Vanished, 2009 (wyd. pol. Zniknięcie, 2012)
- Buried Secrets, 2011 (wyd. pol. Pogrzebane tajemnice, 2015)
- Plan B, 2011
- Good and Valuable Consideration, 2014, współautor - Lee Child
- Guilty Minds, 2016 (wyd. pol. Z premedytacją, 2019)

### Pozostałe powieści
- The Moscow Club, 1991 (wyd. pol. pod tym samym tytułem 1991)
- Extraordinary Powers, 1994 (wyd. pol. Złoto Stalina, 1999)
- The Zero Hour, 1996 (wyd. pol. Godzina Zero, 1999)
- High Crimes, 1998 (wyd. pol. Pod karą śmierci, 1999)
- Paranoia, 2004 (wyd. pol. Paranoja, 2004)
- Company Man, 2005 (wyd. pol. Człowiek firmy, 2006)
- Killer Instinct, 2006 (wyd. pol. Instynkt zabójcy, 2008)
- Powerplay, 2007 (wyd. pol. Gra pozorów, 2010),
- Suspicion, 2014
- The Fixer, 2015 (wyd. pol. Fachowiec, 2015)
- The Switch, 2017 (wyd. pol. Zamiana, 2019)
- Judgement, 2019

### Literatura faktu
- Red Carpet: The Connection Between the Kremlin and America's Most Powerful Businessmen, 1983